# Gang van Wolff

Dwarsdoorsnede van een menselijk embryo van acht en een half tot negen weken oud. Wolffian body=oernier

De gang van Wolff, buis van Wolff of de ductus mesonephricus is een gepaard orgaan dat zich ontwikkelt in de vroege stadia van de embryonale ontwikkeling bij mensen en andere zoogdieren. Het is een belangrijke structuur die een cruciale rol speelt bij de vorming van mannelijke voortplantingsorganen. De gang is vernoemd naar Caspar Friedrich Wolff, een Duitse fysioloog en embryoloog die het voor het eerst beschreef in 1759.
Tijdens de embryonale ontwikkeling vormt de gang van Wolff zich als onderdeel van het urogenitaal stelsel.

## Structuur
De gang van Wolff verbindt de oernier met de cloaca. Het dient ook als het primordium voor mannelijke urogenitale structuren, waaronder de bijbal, zaadleider en zaadblaasjes.

## Ontwikkeling
Bij zowel mannen als vrouwen ontwikkelt de gang van Wolff zich tot de blaasdriehoek (trigonum vesicae), een deel van de blaaswand, maar de geslachten differentiëren op andere manieren tijdens de ontwikkeling van de urinewegen en de voortplantingsorganen.

### Mannelijk
Bij mannen ontwikkelt het zich tot een systeem van verbonden organen tussen de efferente kanalen van de testis en de prostaat, namelijk de bijbal, de zaadleider en het zaadblaasje. De prostaat ontstaat uit de sinus urogenitalis en de efferente kanalen ontstaan uit de oerniertubuli.
Hiervoor is het van cruciaal belang dat de kanalen tijdens de embryogenese worden blootgesteld aan testosteron. Testosteron bindt zich aan de androgeen receptor en activeert deze, waardoor intracellulaire signalen worden beïnvloed en de expressie van talrijke genen wordt gewijzigd.[3]
Bij volwassen mannen is de functie van dit systeem het opslaan en rijpen van het sperma en het leveren van aanvullend zaadvocht.

### Vrouwelijk
Bij de vrouw gaat, door de afwezigheid van antimüllerseganghormoonsecretie door de sertolicellen en de daaropvolgende müllerse apoptose, de gang van Wolff achteruit, hoewel insluitsels kunnen blijven bestaan. Het epoöforon, paroöforon en de para-urethrale klieren kunnen aanwezig zijn. Ook lateraal van de wand van de vagina kan zich als overblijfsel een gang of cyste van Gartner ontwikkelen.

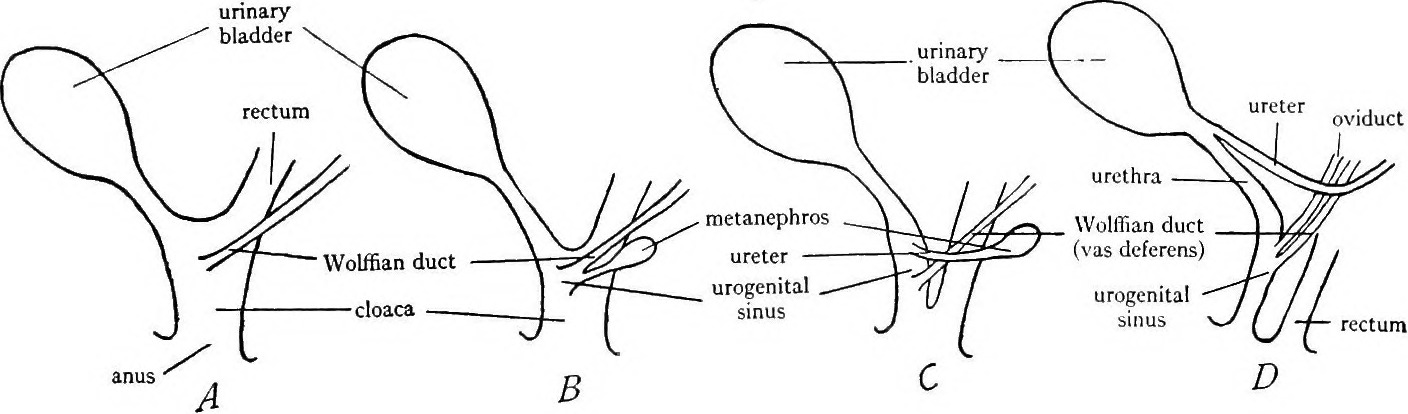
Diagrammen om de veranderingen in de cloaca bij zoogdieren tijdens de ontwikkeling te illustreren. A, vroeg embryonaal stadium, waarbij de cloaca wordt getoond die de urineblaas, het rectum en de gang van Wolff ontvangt, zoals bij de lagere gewervelde dieren. B, later stadium, toont het begin van de plooi die de cloaca verdeelt in een ventraal deel van de sinus urogenitalis dat de urineblaas, gangen van Wolff en urineleiders ontvangt en in een dorsaal deel dat de endeldarm ontvangt. C, verdere voortgang van de plooi, waarbij de cloaca wordt verdeeld in de sinus urogenitalis en het rectum; de urineleider is gescheiden van de gang van Wolff en verschuift naar voren. D, voltooiing van de plooi, die de volledige scheiding van de cloaca in het ventrale deel van de sinus urognitalis en het dorsale deel van het rectum laat zien.
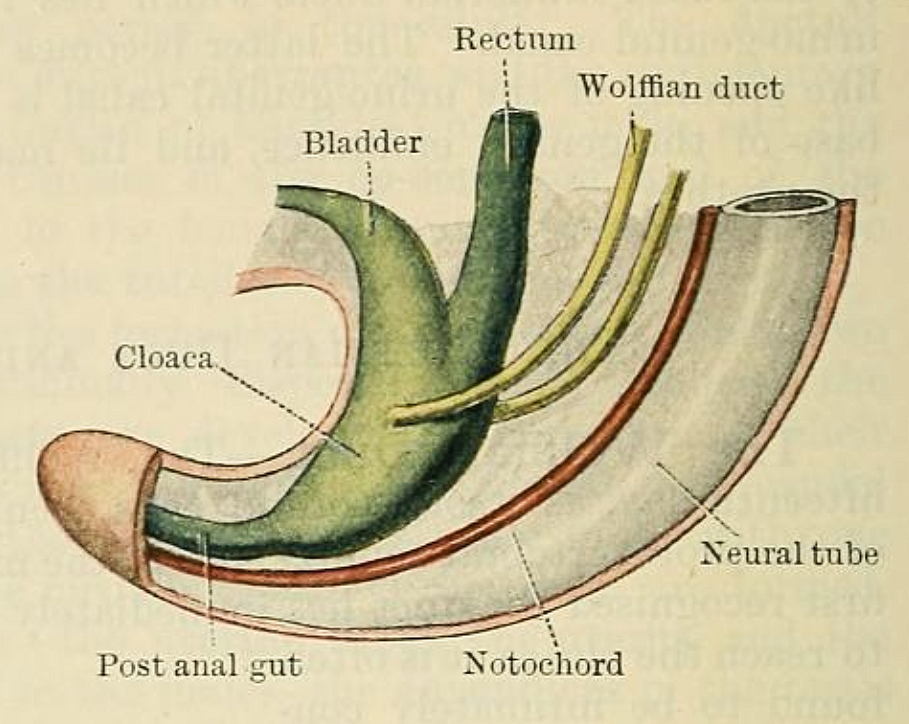
Staarteinde van het menselijk embryo. De gangen van Wolff hebben een opening in het voorste deel van de cloaca.